# Mykola Tsygan
Bản mẫu:Eastern Slavic name
Mykola Oleksandrovych Tsyhan (tiếng Ukraina: Микола Олександрович Циган) (sinh ngày 9 tháng 8 năm 1984) là một thủ môn bóng đá người Ukraina hiện tại thi đấu cho FC Sibir Novosibirsk. Anh cũng mang quốc tịch Nga với tên Nikolay Aleksandrovich Tsygan (tiếng Nga: Николай Александрович Цыган).